# Záhorácka dvadsiatka 2023
Záhorácka dvadsiatka 2023 – 54. edycja międzynarodowych zawodów w chodzie sportowym Záhorácka dvadsiatka, która odbyła się 17 czerwca 2023 roku w miejscowości Borský Mikuláš na Słowacji.

## Charakterystyka
Zawody rozgrywane w Borským Mikulášu należą do World Athletics Race Walking Tour Bronze 2023 zarządzanego przez World Athletics i były rozgrywane na dystansie 10 km. Dla najlepszych 3 kobiet i 3 mężczyzn przewidziano nagrody pieniężne w wysokości do 300 Euro.
W ramach zawodów przeprowadzono także mistrzostwa Słowacji seniorów na 10 km, wyścig U20 na 5 km oraz chód w kategorii masters na 5 km. Towarzyszyły im także wyścigi w niższych kategoriach wiekowych mające status mistrzostw zachodniosłowackiego związku atletyki (słow. Západoslovenský atletický zväz): U10, U12, U14, U16 i U18 na dystansach 1–5 km.

## Wyniki

### Wyścig na 10 km w ramach World Athletics Race Walking Tour
| Konkurencja: | 1. miejsce        | Rezultat | 2. miejsce                       | Rezultat | 3. miejsce                          | Rezultat |
| Mężczyźni    | Iwan Banzeruk     | 0:40:37  | Jonathan Hilbert LG Ohra Energie | 0:40:40  | João Vieira Sporting Clube Portugal | 0:40:44  |
| Kobiety      | Ludmyła Olanowśka | 0:42:53  | Christina Papadopulou            | 0:44:58  | Viktoria Madarasz                   | 0:45:27  |

### Mistrzostwa Słowacji seniorów na 10 km
| Konkurencja: | 1. miejsce                                   | Rezultat | 2. miejsce                                  | Rezultat | 3. miejsce                                   | Rezultat |
| Mężczyźni    | Dominik Černý ŠK Dukla o.z. Banská Bystrica  | 0:41:07  | Milan Rízek Atletika ŠK Skalica             | 0:46:35  | Michal Duda ŠK Dukla o.z. Banská Bystrica    | 0:51:33  |
| Kobiety      | Hana Burzalová ŠK Dukla o.z. Banská Bystrica | 0:47:32  | Ema Hačundová ŠK Dukla o.z. Banská Bystrica | 0:48:45  | Klaudia Žárska ŠK Dukla o.z. Banská Bystrica | 0:49:38  |

### Wyścig masters na 5 km
| Konkurencja: | 1. miejsce                                  | Rezultat | 2. miejsce                                 | Rezultat | 3. miejsce                                | Rezultat |
| Mężczyźni    | Peter Zámečník ŠK BCF Dukla Banská Bystrica | 0:26:40  | Boris Lackovič AK Dinamo Zrinjevac CRWT    | 0:27:52  | Sebastian Karpiński RK Athletics Warszawa | 0:28:02  |
| Kobiety      | Anett Torma GYAC                            | 0:27:56  | Alexandra Urminská Atletický klub Bojničky | 0:29:12  | Dana Černá Atletika Nové Mesto nad Váhom  | 0:31:36  |

### Wyścig U20 na 10 km
| Konkurencja: | 1. miejsce                       | Rezultat | 2. miejsce                             | Rezultat | 3. miejsce                             | Rezultat |
| Mężczyźni    | Albert Kukla SK-Jeseniova        | 0:48:39  | Erkan Erdoan Zakir                     | 0:50:07  | –                                      | –        |
| Kobiety      | Tabea Kiefer Eintracht Frankfurt | 0:52:12  | Anna-Maria Gabriel Eintracht Frankfurt | 0:53:04  | Ivana Dudová Atletický klub ZTS Martin | 0:53:47  |